# São Sebastião do Sacramento
São Sebastião do Sacramento é um distrito do município brasileiro de Manhuaçu, no interior do estado de Minas Gerais. Segundo o censo demográfico de 2022, realizado pelo Instituto Brasileiro de Geografia e Estatística (IBGE), sua população era de 4 150 habitantes e havia 1 393 domicílios particulares permanentes ocupados. Possui área de 88,99 km² conforme a Fundação João Pinheiro (FJP). Foi criado pela lei provincial nº 2.407 de 5 de novembro de 1877.
De acordo com o IBGE, em 2010 a população era de 3 775 habitantes e havia 1 343 domicílios particulares.

## Informações gerais
O povoado de São Sebastião do Sacramento surgiu por volta de 1842, através de grupos foragidos da revolução de Santa Luzia, procurando se esconder em locais distantes e mais seguros, tais grupos buscavam as mais vastas matas virgens da região, até então apenas habitadas por tribos indígenas, dentre as quais os Botocudos. A paróquia foi erigida a 21 de outubro de 1878.
Os pioneiros chegaram fazendo picadas penetrando nas matas e mais tarde os desbravadores do futuro povoado de Sacramento trouxeram suas famílias para formar o povoado, os Amâncio os Gomes, Pereiras e os Rodrigues vindos de Rios, Noruega e Itaberava instalaram-se em um morro próximo a uma fonte de água potável, pois a parte baixa onde hoje se concentra os moradores da sede do Distrito de São Sebastião do Sacramento era então um terreno úmido de brejos e com muitas dificuldades e enfrentando os perigos da mata, até mesmo os riscos de ataques por partes de grupos indígenas os pioneiros foram progressivamente desmatando as florestas para cultivar as terras e constituir seus ranchos. 
Construiu-se em um morro um pequeno oratório chamado “Capelo do Oráculo de Sacramento”, para celebrar casamentos, primeiro comunhões batizados e cultos. Seguiam-se os costumes dos povoados mineiros de se construir uma Capela e depois em suas proximidades iam se formando o arraial, a presença de um Padre no arraial só era possível raras vezes durante o decorrer do ano. 
A primeira Missa no arraial de Sacramento foi celebrada pelo Padre Maximiano José da Cruz, quando foi criada a freguesia de São Sebastião do Sacramento no ano de 1846. Naquele mesmo ano ocorreu a primeira eleição local para os cargos de Juiz de Paz e Autoridade Policial. Com o crescimento do arraial deram início à construção de uma Igreja maior e de um cemitério para sepultar os primeiros mortos e então a Capela Oratório ficou posicionada dentro do Cemitério onde permaneceu conservada até alguns anos quando foi destruída pela ação do tempo. 
Diversas foram às dificuldades para se construir a Igreja do Morro, no começo em tamanho menor e depois com dois novos acréscimos, mulheres e meninos iam depois do almoço carregar pedras para compor os alicerces da Obra. As madeiras compunham as estruturas da Igreja, material muito presente e utilizado na construção da Capela eram extraídos e preparados na mata, onde eram cortados e lavrados e depois carregados e arrastados pelos caminhos nos ombros daqueles homens de boa vontade e fieis pioneiros com ajuda de fortes bois e suas cangas. 
Inspiradas em Igrejas das regiões Mineradoras, a Capela do Morro foi construída no Estilo Arquitetônico Barroco, comum naquela época caracterizado com a presença de muita madeira, talhada e entalhada manualmente e pintada com cores vivas. Foram os Amâncio a doarem o Padroeiro “São Sebastião” para a Igreja de Sacramento, dando a origem ao nome do Povoado que passou a se chamar São Sebastião do Sacramento. 
SURGIMENTO DA PARÓQUIA DE SÃOSEBASTIÃO DO SACRAMENTO. 
A paróquia foi criada no dia 21 de outubro de 1878, desde sua criação naquele ano até 1991, as celebrações e festividades religiosas eram realizadas na Capela do Morro que foi a sede da Matriz Paroquial de são Sebastião do Sacramento por mais de 100 anos, embora tenha sido transferida provisoriamente por um curto período para o povoado de Vila de Fátima, por ocasião do Padre Artur Nunes. Durante este período mais de 50 Padres, passaram pela Paróquia e inúmeros outros que deram assistência em curtos períodos. 
Entre os anos de 1991 a 1995 o Salão Paroquial abrigou provisoriamente a Matriz funcionando como Igreja, onde eram celebradas as missas e festividades, haja vista que a comunidade havia crescido muito e por se tornar inviável a reforma ou ampliação da Igreja do Morro. 
Desde o ano de 1940 as lideranças comunitárias já discutiam sobre a construção de uma nova sede para a Paróquia, mas foi em 1992 durante uma reunião onde num consenso entre o Bispo, Padre e comunidade escolheram o local e também providenciada a formação de uma comissão para construção da nova Igreja. 
Nova Matriz da Paróquia de São Sebastião do Sacramento. 
Em 21 de outubro de 1993 o Padre Rino em uma belíssima celebração abençoou a pedra fundamental marcando assim o início da construção da Igreja de São Sebastião do Sacramento. As obras foram marcadas pelo entusiasmo da comunidade e pela fé, foram realizada diversas campanhas para arrecadar donativos lideradas pelo Padre Gercino a fim de acelerar as obras. 
Mesmo abalada com a morte do motorista da Paróquia Sr. Adão que também deixou gravemente ferido o Padre Gercino, a comunidade cheia de fé continuou os trabalhos e meses depois já recuperado Padre Gercino juntamente com a comunidade de São Sebastião do Sacramento no ano de 1995 concluíram as Obras.